# Liste des sultans de Mohéli
On ne connaît qu'un seul sultanat à Mohéli dont voici la lignée. Djombé signifie sultane ou reine.
| Début de règne | Fin  | Nom                                                                                  | Commentaire |
| -------------- | ---- | ------------------------------------------------------------------------------------ | --- |
| vers 1500      | 1830 |                                                                                      | |
| 1830           | 1842 | Ramanetaka                                                                           | qui prit le nom de Abderemane (d. 1842) |
| 1842           | 1865 | Fatima Soudi bint Abderremane (1836 - 1878),                                         | régence de Rovao, Tsivandini (1847), Fatima bint Abderremane à partir de 1851                                                                   |
| Sep 1865       | 1874 | Mohamed bin Saidi Hamadi Makadara (1859 - 1874)                                      | régence Fatima jusqu'à 1868, Joseph Lambert duc d'Imerina jusqu'à 1871, Fatima ensuite                                                          |
| Jan 1871       | 1874 | Fatima                                                                               | |
| 1878           | 1884 | Abderremane bin Saidi Hamadi Makadara (1860–1884)                                    | |
| 1885           | 1886 | Mohammed Shekhe                                                                      | |
| 1886           | 1888 | Marjani bin Abudu Shekhe                                                             | |
| 1888           | 1902 | Salima Machamba bint Saidi Hamadi Makadara (Ursule) (1874–1964) Épouse Camille Paule | Ne régna pas, régence par Fadeli bin Othman, Balia Juma, Abudu Tsivandini Mahmudu bin Mohamed Makadara (1863–1898), puis les résidents français |

## Sources
- Une partie ou l'ensemble de ces sources sont tirés de Geocities.com/CapitolHill
- NIVOIS Julienne - A Pesmes en Franche-Comté...une reine oubliée par l'histoire (ouvrage épuisé)